# Irritator
Irritator este un gen de dinozaur teropod spinozaurid care a trăit în ceea ce este acum Brazilia în stagiul Albian din perioada Cretacicul timpuriu, în urmă cu aproximativ 110 milioane de ani. Este cunoscut dintr-un craniu aproape complet găsit în Formația Romualdo din Bazinul Araripe. Dealerii de fosile au dobândit acest craniu și l-au vândut ilegal Muzeului de Stat de Istorie Naturală din Stuttgart. În 1996, exemplarul a devenit holotipul speciei tip Irritator challengeri. Numele genului provine de la cuvântul "iritare", reflectând sentimentele paleontologilor care au găsit craniul puternic afectat și modificat de colecționari. Numele speciei este un omagiu adus personajului de ficțiune al profesorului Challenger din romanele lui Arthur Conan Doyle.
Unii paleontologi consideră Angaturama limai — cunoscut dintr-o fosilă reprezentând un vârf de bot care a fost descris mai târziu, în 1996 — ca un potențial sinonim mai recent pentru Irritator. Ambele animale provin din aceleași unități stratigrafice din bazinul Araripe.

## Descriere

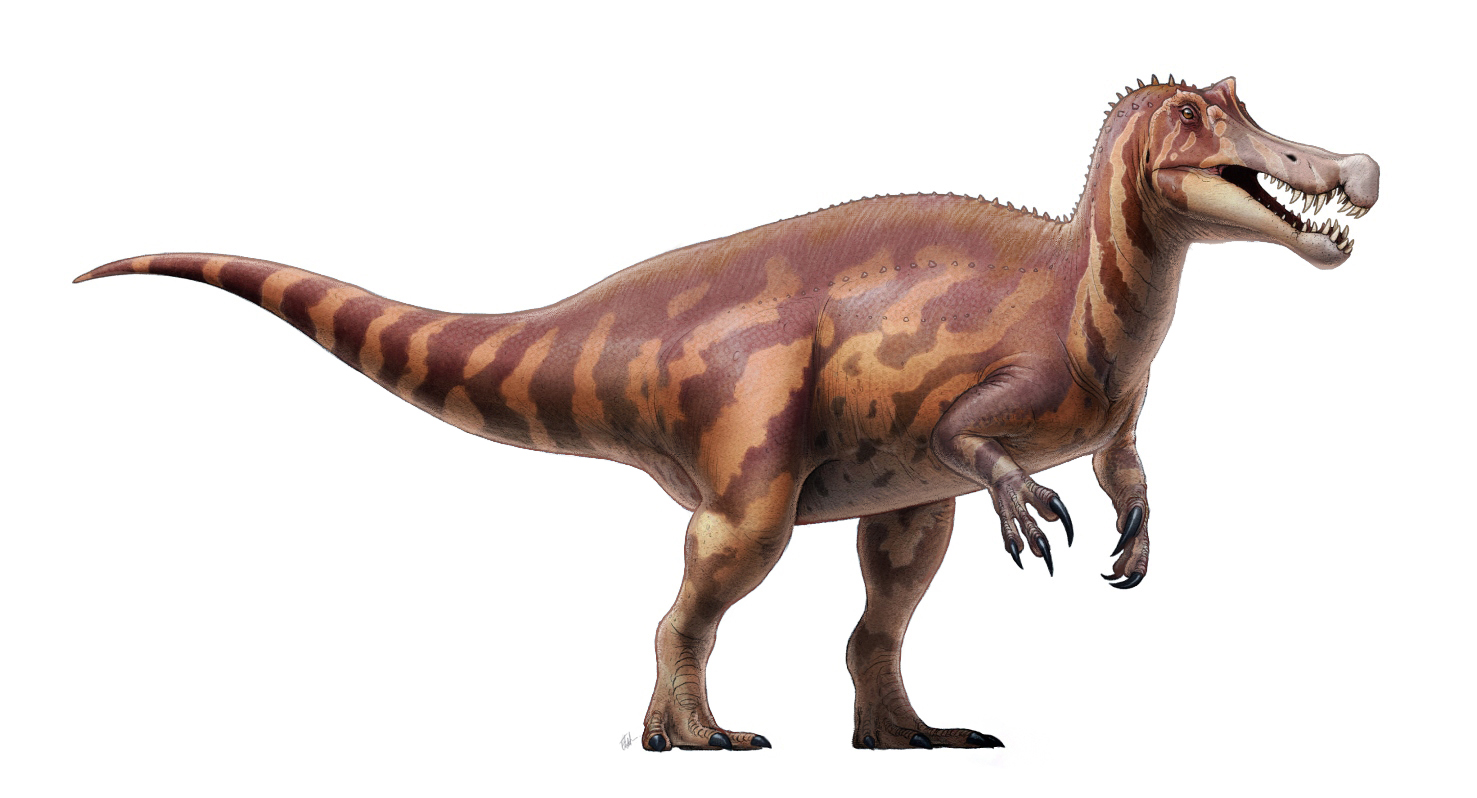
Restaurare Irritator

Chiar și după estimări ale mărimii maxime, Irritator a fost mai mic decât alte spinosauride cunoscute. Gregory S. Paul a estimat lungimea sa la 7,5 metri și greutatea la 1 tonă. Paleontologul american  Thomas R. Holtz Jr. a publicat o estimare mai mare, de 8 metri, cu o greutate cuprinsă între 0,9 și 3,6 tone. Estimările paleontologului scoțian Dougal Dixon sunt mai mici: 6 metri lungime și 2 metri înălțime. Scheletul parțial de spinosaurină (MN 4819-V) a reprezentat un individ cu o dimensiune moderată, estimat de Machado la lungimea de 5 până la 6 metri. Multe elemente din acest specimen au fost încorporate în montura scheletică de la Muzeul Național din Rio de Janeiro, care avea o lungime de 6 metri și o înălțime de 2 metri. Cu toate acestea, spinosauridele de la Formația Romualdo au atins dimensiuni mai mari. Deși specimenul LPP-PV-0042 este reprezentat doar de un fragment de tibie, paleontologul brazilian Tito Aureliano și colab. au estimat lungimea sa la aproximativ 10 metri. Histologia osoasă indică faptul că acest individ a fost un subadult, deci animalul matur ar fi putut fi mai mare.

## Clasificare
Martill și echipa sa au clasificat inițial Irritator ca dinozaur maniraptoran din clada Bullatosauria (un grup care nu mai este considerat monofiletic), ca fiind o rudă apropiată a ornithomimosaurs și troodontide. Având în vedere că morfologia sa dentară, în special botul lung și creasta în formă de aripioară au fost caracteristici necunoscute la alți maniraptorani, cercetătorii au definit noua familie Irritatoridae în interiorul cladei. Ei au recunoscut afinitățile lui Irritator cu Spinosaurus, ambii având o formă similară și dinți fără zimți, dar au menționat că mandibula celui din urmă nu era în conformitate cu partea din față a Irritator și că alți dinozauri non-aviari cum ar fi Compsognathus și Ornitholestes de asemenea nu aveau striații pe dinți.
Pe baza comparațiilor cu Spinosaurus, paleontologul brazilian Kellner l-a clasificat pe Irritator ca un spinosaurid. Irritator a fost apoi repartizat în Baryonychidae  împreună cu Angaturama, Baryonyx, Suchomimus și Spinosaurus de către Oliver W.M. Rauhut in 2003. Paleontologul american Thomas Holtziar și colab. (2004) au considerat Baryonychidae sinonim cu Spinosauridae și au mutat aceste genuri în ultima familie. Majoritatea reviziilor ulterioare au confirmat aceste clasificări. Ca spinosauride, Irritator și Angaturama sunt plasate în superfamilia Megalosauroidea, Spinosauridae fiind un posibil taxon soră  pentru Megalosauridae.
În 1998, Sereno și colegii săi au definit două subfamilii din Spinosauridae pe baza caracteristicilor craniodentale:  Spinosaurinae, unde au plasat  Spinosaurus și Irritator, și Baryonychinae, căreia i-au atribuit Baryonyx, Suchomimus și Cristatusaurus. Spinosaurinele s-au remarcat prin dinții lor ne-zimțați, mai drepți și mai distanțați, precum și prin primii dinți mai mici ai premaxila. Sales și Schultz în 2017 au constatat că  nările lui Irritator erau de fapt poziționate mai aproape de partea din față a maxilarului, ca la Baryonyx și Suchomimus; această plasare a nării era considerată de obicei o caracteristică a barilicinelor. Sales și Schultz au subliniat că Irritator și Angaturama ar putea reprezenta forme intermediare între barilicine și spinosaurine.
|  | Baryonyx   |
|  |            |
|  | Suchomimus |
|  |            |

|  | Irritator   |
|  |             |
|  | Spinosaurus |
|  |             |

|  | Baryonyx   |
|  |            |
|  | Suchomimus |
|  |            |

|  | Irritator   |
|  |             |
|  | Spinosaurus |
|  |             |

|  | Baryonyx   |
|  |            |
|  | Suchomimus |
|  |            |

|  | Irritator   |
|  |             |
|  | Spinosaurus |
|  |             |

|  | Baryonyx   |
|  |            |
|  | Suchomimus |
|  |            |

|  | Irritator   |
|  |             |
|  | Spinosaurus |
|  |             |

|  | Baryonyx   |
|  |            |
|  | Suchomimus |
|  |            |

|  | Irritator   |
|  |             |
|  | Spinosaurus |
|  |             |

|  | Baryonyx   |
|  |            |
|  | Suchomimus |
|  |            |

|  | Irritator   |
|  |             |
|  | Spinosaurus |
|  |             |

|  | Baryonyx   |
|  |            |
|  | Suchomimus |
|  |            |

|  | Irritator   |
|  |             |
|  | Spinosaurus |
|  |             |

|  | Baryonyx   |
|  |            |
|  | Suchomimus |
|  |            |

|  | Irritator   |
|  |             |
|  | Spinosaurus |
|  |             |

|  | Angaturama                                              |
|  |                                                         |
|  | \| \| Oxalaia \| \| \| \| \| \| Spinosaurus \| \| \| \| |
|  |                                                         |
|  | Oxalaia                                                 |
|  |                                                         |
|  | Spinosaurus                                             |
|  |                                                         |

|  | Oxalaia     |
|  |             |
|  | Spinosaurus |
|  |             |

|  | Angaturama                                              |
|  |                                                         |
|  | \| \| Oxalaia \| \| \| \| \| \| Spinosaurus \| \| \| \| |
|  |                                                         |
|  | Oxalaia                                                 |
|  |                                                         |
|  | Spinosaurus                                             |
|  |                                                         |

|  | Oxalaia     |
|  |             |
|  | Spinosaurus |
|  |             |

|  | Angaturama                                              |
|  |                                                         |
|  | \| \| Oxalaia \| \| \| \| \| \| Spinosaurus \| \| \| \| |
|  |                                                         |
|  | Oxalaia                                                 |
|  |                                                         |
|  | Spinosaurus                                             |
|  |                                                         |

|  | Oxalaia     |
|  |             |
|  | Spinosaurus |
|  |             |

|  | Angaturama                                              |
|  |                                                         |
|  | \| \| Oxalaia \| \| \| \| \| \| Spinosaurus \| \| \| \| |
|  |                                                         |
|  | Oxalaia                                                 |
|  |                                                         |
|  | Spinosaurus                                             |
|  |                                                         |

|  | Oxalaia     |
|  |             |
|  | Spinosaurus |
|  |             |